# Egelsee (Gemeinde Würmla)
Egelsee ist Ortsteil und Katastralgemeinde der Marktgemeinde Würmla in Niederösterreich.
Der nordwestlich von Würmla gelegene Ort ist über die Landesstraße L2225 an das Straßennetz angebunden.
Laut Adressbuch von Österreich waren im Jahr 1938 in Egelsee mehrere Landwirte mit Ab-Hof-Verkauf ansässig.